# Município de Urbana (condado de Champaign, Ohio)
O município de Urbana (em inglês: Urbana Township) é um município localizado no condado de Champaign no estado estadounidense de Ohio. No ano de 2010 tinha uma população de 14.795 habitantes e uma densidade populacional de 131,89 pessoas por km².

## Geografia
O município de Urbana encontra-se localizado nas coordenadas 40° 04′ 17″ N, 83° 44′ 39″ O. Segundo a Departamento do Censo dos Estados Unidos, o município tem uma superfície total de 112.18 km², da qual 111.66 km² correspondem a terra firme e (0.46%) 0.52 km² é água.

## Demografia
Segundo o censo de 2010, tinha 14.795 habitantes residindo no município de Urbana. A densidade populacional era de 131,89 hab./km². Dos 14.795 habitantes, o município de Urbana estava composto pelo 90.71% brancos, o 4.81% eram afroamericanos, o 0.44% eram amerindios, o 0.6% eram asiáticos, o 0.01% eram insulares do Pacífico, o 0.62% eram de outras raças e o 2.82% pertenciam a duas ou mais raças. Do total da população o 1.82% eram hispanos ou latinos de qualquer raça.